# Njegoševa cesta, Ljubljana

Njegoševa cesta je ena izmed cest v Ljubljani, poimenovana po Petru II. Petroviću Njegošu, vladarju Črne gore, pesniku in filozofu.

## Zgodovina
Cesta je nastala leta 1952, ko je Mestni ljudski odbor Ljubljana preimenoval dotedanjo Jegličevo cesto.

## Urbanizem
Cesta je razdeljena na pet sklopov:
- križišče s Trubarjevo, Zaloško in Lipičevo ulico do križišča z Ilirsko ulico,
- od križišča s Ilirsko ulico do križišča z Vrhovčevo ulico,
- od križišča s Vrhovčevo ulico do križišča z Bohoričevo, s Prisojno in Šmartinsko cesto,
- od križišča z Bohoričevo, s Prisojno in Šmartinsko cesto do križišča s Friškovcem,
- od križišča s Friškovcem do križišča z Masarykovo cesto.

Ob cesti se med drugim nahaja Hrvatski trg in vhod v stavbo Poliklinike.

## Javni potniški promet
Po  Njegoševi cesti  potekata trasi mestnih avtobusnih linij št. 9 in 25.
Na vsej cesti je eno postajališče mestnega potniškega prometa.

### Postajališče MPP
| postajališče       | št. linije |
| ------------------ | ---------- |
| 402022 Poliklinika | 9, 25      |

| postajališče       | št. linije |
| ------------------ | ---------- |
| 402021 Poliklinika | 9, 25      |